# Björn Alke
Björn Einar Alke, född 15 april 1938 i Sundsvall, död 31 oktober 2000 i Farsta, var en svensk kompositör och kontrabasist. Han var sedan 1976 gift med sångerskan Lulu Alke.
Han studerade 1960–1964 soloviolin vid Kungliga Musikhögskolan i Stockholm (KMH). Han har också studerat piano och kontrabas och utexaminerades som jazzpedagog 1984 vid KMH. Han var 1984–1987 lektor vid Musikhögskolan i Piteå. Ända sedan 1960 var han verksam som privatlärare. Han gjorde flera framträdanden med svenska och amerikanska jazzmusiker.
Makarna Alke är begravda på Östra kyrkogården i Karlstad.

## Priser och utmärkelser
- 1974 – Jazz i Sverige (Björn Alkes kvartett)

## Filmmusik
- 1965 – Calle P
- 1966 – Ska' ru' me' på fest?